# Hoa hậu Quốc tế 1990
Hoa hậu Quốc tế 1990 là cuộc thi Hoa hậu Quốc tế lần thứ 30 được tổ chức tại trung tâm Koseinenkin Kaikan, Tokyo, Nhật Bản. Đêm chung kết cuộc thi diễn ra vào ngày 16 tháng 9 năm 1990. Cuộc thi có 50 thí sinh tham dự. Hoa hậu Quốc tế 1989 - Iris Klein đến từ Đức đã trao lại vương miện cho người kế nhiệm, cô Silvia de Esteban đến từ Tây Ban Nha.

## Kết quả

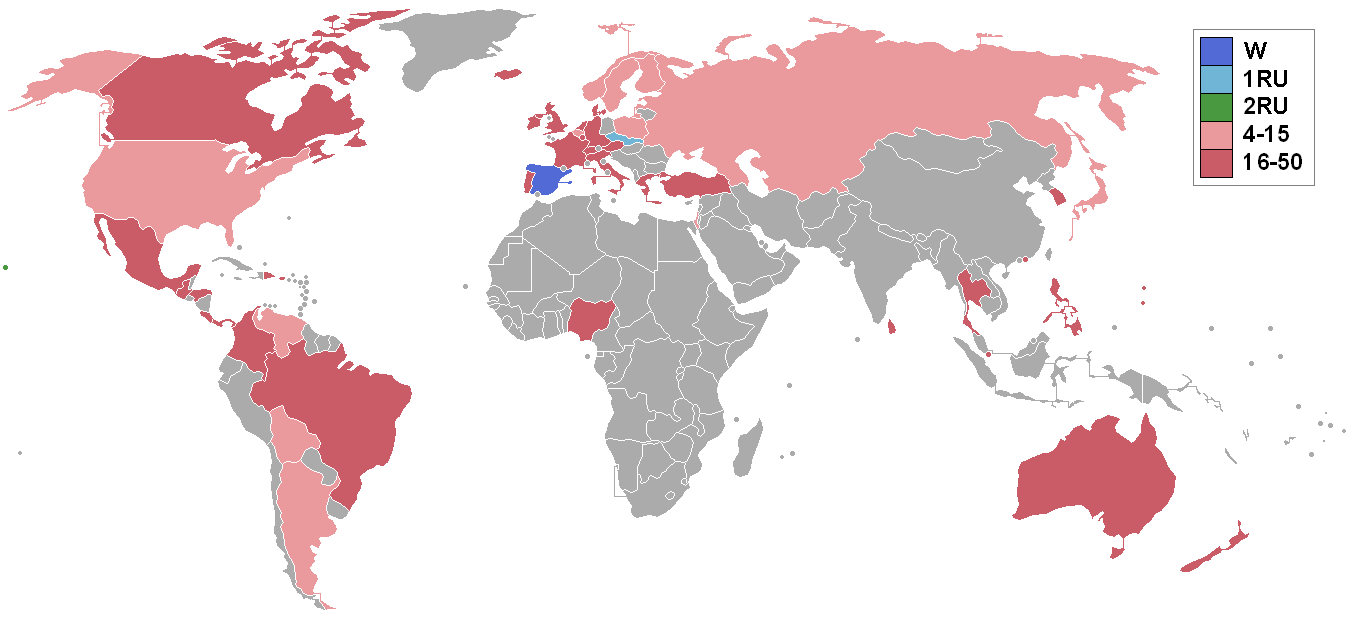
Các quốc gia và lãnh thổ tham gia Hoa hậu Quốc tế 1990 và kết quả.

### Thứ hạng
| Kết quả              | Thí sinh |
| -------------------- | --- |
| Hoa hậu Quốc tế 1990 | - Tây Ban Nha - Silvia de Esteban |
| Á hậu 1              | - Tiệp Khắc - Ingrid Ondrovichova |
| Á hậu 2              | - Hawaii - Nadine Atangan Tanega |
| Top 15               | - Argentina - Vanessa Mirna Razzore Oyola - Bỉ - Katia Alens - Bolivia - Gisselle Greminger - Phần Lan - Anu Yli-Maenpaa - Israel - Ravit Lichtenberg - Nhật Bản - Hiroko Ohnishi - Na Uy - Hanne Thorsdalen - Ba Lan - Ewa Maria Szymczak - Thụy Điển - Monika Halina Andreasson - Hoa Kỳ - Shawna Lea Bowman - Liên Xô - Irine Vassilenko - Venezuela - Vanessa Cristina Holler Noel |

## Giải thưởng phụ
| Giải thưởng                 | Thí sinh                                        |
| --------------------------- | ----------------------------------------------- |
| Hoa hậu Ảnh                 | - Liên Xô - Irine Vassilenko                    |
| Hoa hậu Thân thiện          | - Quần đảo Bắc Mariana - Edwina Taitano Menzies |
| Trang phục dân tộc đẹp nhất | - Bolivia - Gisselle Greminger                  |

## Các thí sinh
| - Argentina - Vanessa Mirna Razzore Oyola - Úc - Anna Stokes - Áo - Sandra Luttenburger - Bỉ - Katia Alens - Bolivia - Giselle Greminger - Brazil - Ivana Carla Hubsch - Anh Quốc - Jane Lloyd - Canada - Lee Ann Bruce - Colombia - Elsa Victoria Rivera Botero - Costa Rica - Andrea Murillo Fallas - Tiệp Khắc - Ingrid Ondrovicova - Đan Mạch - Pernille Wiered - Cộng hòa Dominica - Vivian Aelin Calderón - Phần Lan - Anu Yli-Mäenpää - Pháp - Celine Marteau - Đức - Ilka Endres - Hy Lạp - Irini Stefanou - Guam - Cassandra Lynn Calvo - Guatemala - Marianella Amelia Abate - Hawaii - Nadine Atangan Tanega - Hà Lan - Esther Wilhelmina Johanna den Otter - Honduras - Claudia Mercedes Caballero - Hồng Kông - Ông Hạnh Lan - Iceland - Thordis Steinunn Steinsdóttir - Ireland - Veronika Mary Moore | - Israel - Ravit Lichtenberg - Ý - Silvia Paci - Nhật Bản - Hiroko Ohnishi - Hàn Quốc - Shin Soh-young - Luxembourg - Bea Jarzynska - Mexico - Elizabeth Cavazos Leal - New Zealand - Tania Elizabeth Marsh - Nigeria - Regina Imaobong Askia Usoro - Quần đảo Bắc Mariana - Edwina Taitano Menzies - Na Uy - Hanne Thorsdalen - Panama - Angela Patricia Vergara - Philippines - Jennifer "Jenny" Perez Pingree - Ba Lan - Ewa Maria Szymczak - Bồ Đào Nha - Maria José dos Santos Cardoso - Puerto Rico - Ana Rosa Brito Suárez - Singapore - Genni Wan Wong Yi - Tây Ban Nha - Silvia de Estaban Niubó - Sri Lanka - Desana Danika Dedigama - Thụy Điển - Monika Halina Andersson - Thụy Sĩ - Rosemarie Roswitha Naef - Thái Lan - Laksamee Tienkantade - Thổ Nhĩ Kỳ - Aylin Fatma Aydin - Hoa Kỳ - Shawna Lea Bowman - Liên Xô - Irina Vassilenko - Venezuela - Vanessa Holler |

## Chú ý

### Lần đầu tham gia
- Tiệp Khắc
- Nigeria
- Liên Xô

### Trở lại
- Lần cuối tham gia vào năm 1977:
  -  Sri Lanka
- Lần cuối tham gia vào năm 1985:
  -  Guatemala

### Bỏ cuộc
- Jamaica
- Paraguay

## Các thí sinh tham dự cuộc thi sắc đẹp quốc tế khác
Miss World America
- 1992:  Hawaii: Nadine Atangan Tanega (Á hậu 3)

Miss USA
- 1994:  Hawaii: Nadine Atangan Tanega (Top 12)